# Uta (Fernsehserie)
Uta ist eine deutsche Fernsehserie aus dem Jahre 1982. In zwölf Episoden von jeweils 25 Minuten Länge wird die Geschichte von Uta Kaiser erzählt, einer jungen Berufsanfängerin in einer fiktiven Hamburger Sozialstation, die auf dem Weg zur Familienpflegerin ist, letztlich aber glaubt, den Belastungen des Berufs nicht gewachsen zu sein, und nach ihrem Anerkennungsjahr kündigt. Ideengeberin und später auch Autorin der meisten Drehbücher war Barbara Zachay, die auf eigene Berufserfahrungen zurückgreifen konnte und später als Barbara Piazza Drehbücher u. a. für die Lindenstraße schrieb. Regie führte Detlef Rönfeldt.
Deutsche Erstausstrahlung: 21. Februar 1983 – 20. Juni 1983 (ARD/NDR)

## Besetzung
Die Titelrolle der Uta Kaiser übernahm Claudia Demarmels, die kurz zuvor durch die weibliche Hauptrolle im Kinofilm Theo gegen den Rest der Welt an der Seite von Marius Müller-Westernhagen bekannt geworden war. Daneben spielten in durchgehenden Rollen: Witta Pohl, Hans Häckermann, Till Topf, Daniel Lüönd und Eva Maria Bauer, die später als „Oberschwester Hildegard“ in der Schwarzwaldklinik große Erfolge feierte. Eine Besonderheit der Serie war die Besetzung der Episodenhauptrollen mit Starschauspielern wie Paul Dahlke, Inge Meysel oder Curt Bois, der in dieser Serie einen seiner letzten Auftritte hatte.

## Episoden
1. Königsberger Klopse
2. Eigene Schritte
3. Ein Versprechen
4. Not am Mann
5. Wie weit bis Regensburg?
6. Mutter auf Zeit
7. Gegeneinander
8. Beziehungen
9. Der Zocker
10. Ein schwieriger Gast
11. Deutsch mangelhaft
12. Die Kündigung